# Puerto Aysén
Puerto Aysén is een kleine stad in West-Patagonië, in het zuiden van Chili. Het is de hoofdstad van de gelijknamige provincie in de regio Aysén en het bestuurlijk centrum van de gemeente Aysén met ongeveer 22.000 inwoners (2002). In 2017 bedroeg het aantal inwoners 24.000. Puerto Aysén ligt circa 600 km ten zuiden van Concepción en 67 km ten westen van Coyhaique.

## Geografie
De stad ligt aan de monding van de Río Los Palos, waar deze in de Río Aisén uitstroomt. Enkele kilometers verder ligt de kleine havenstad Puerto Chacabuco met rond 1700 inwoners. Van daar vaart een veerboot naar Puerto Montt. Er is een goede wegverbinding met Coyhaique.
Tot het gebied van de gemeente behoort het grootste deel van de Chonos-archipel en enkele Nationale Parken zoals Reserva Nacional Río Simpson en  Nationalpark Laguna San Rafael. Andere dorpen in de gemeente zijn Villa Mañihuales en Puerto Aguirre op het eiland Las Huichas.
De streek heeft een gematigd zeeklimaat, code Cfb volgens de klimaatclassificatie van Köppen met veel neerslag, gemiddeld 2240 mm/jaar. De herfst en winter zijn het natst, van april t/m augustus bedraagt de gemiddelde neerslag ≥200 mm per maand. Het is een van de natste gebieden van Chili. De middagtemperatuur ligt in de winter rond de 7 °C; in de zomer rond 17,5 °C.

## Economie
De belangrijkste economische activiteiten zijn visvangst en toerisme. In de omgeving bevinden zich enkele waterkrachtcentrales en thermische centrales van  'EDELAYSEN S.A', die de regio Aisén van stroom voorzien. Via de vracht- en passagiershaven van Puerto Chacabuco worden brandstoffen en andere goederen ontvangen. Opbrengsten van de landbouw waaronder levende have vinden vanuit Puerto Chacabuco hun weg naar het dichter bevolkte noorden.

### Toerisme

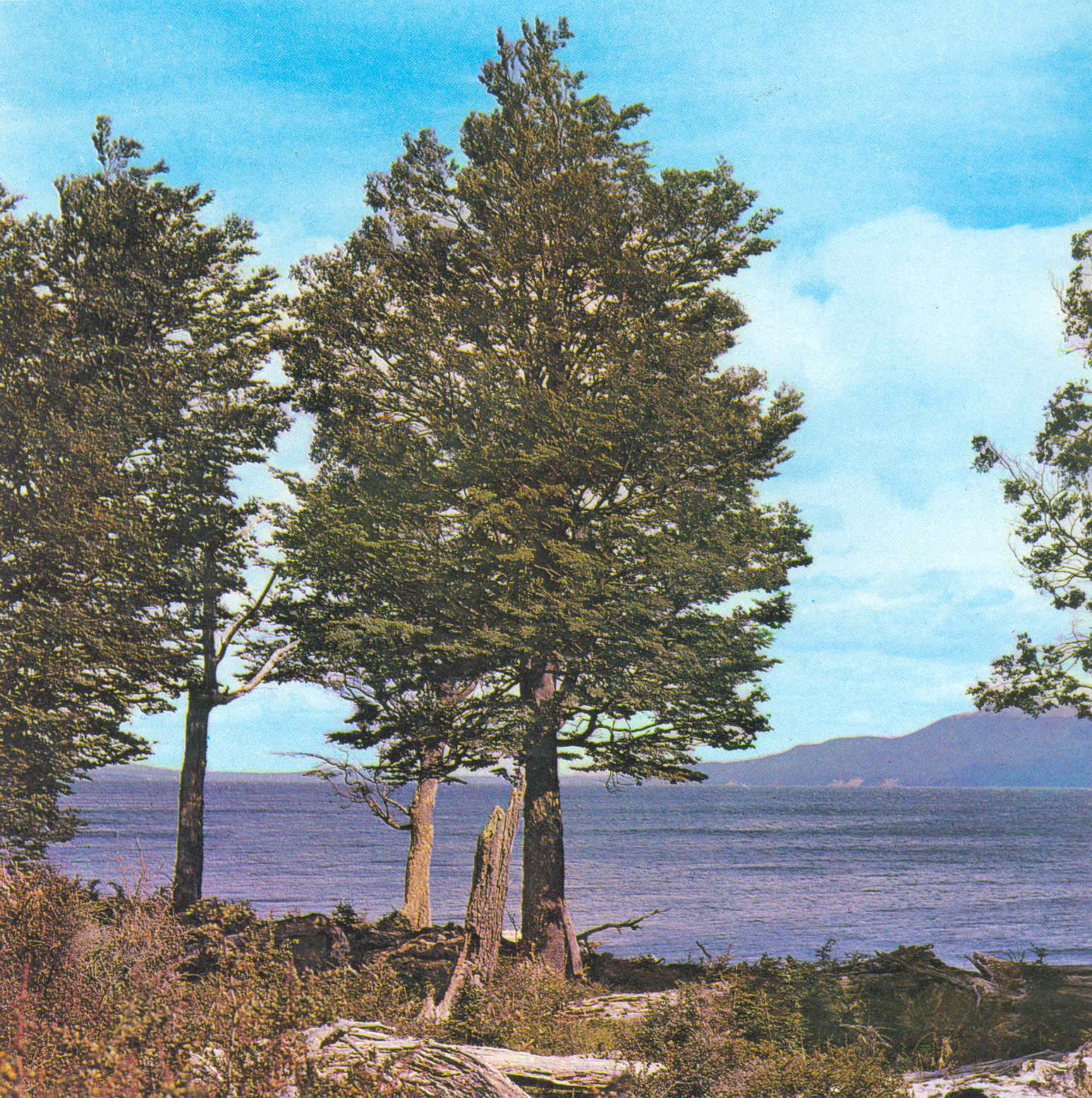
Schijnbeuken

Ten oosten van Puerto Aysén ligt de Reserva Nacional Río Simpson. Het is een soortenrijk reservaat met bossen die onder andere uit schijnbeuken bestaan. De diepe granieten kloven van de Rio Simpson en de vele meren maken het een attractief gebied.
Een eind ten westen van de stad ligt het 'Reserva Laguna San Rafael met afkalvende gletsjers.
In 1968 werd de hangbrug Puente Presidente Ibáñez met een lengte van 210 m over de Río Aisén gespannen. Tegenwoordig is het een nationaal monument en toeristische trekpleister.

## Geschiedenis

### Ontdekking

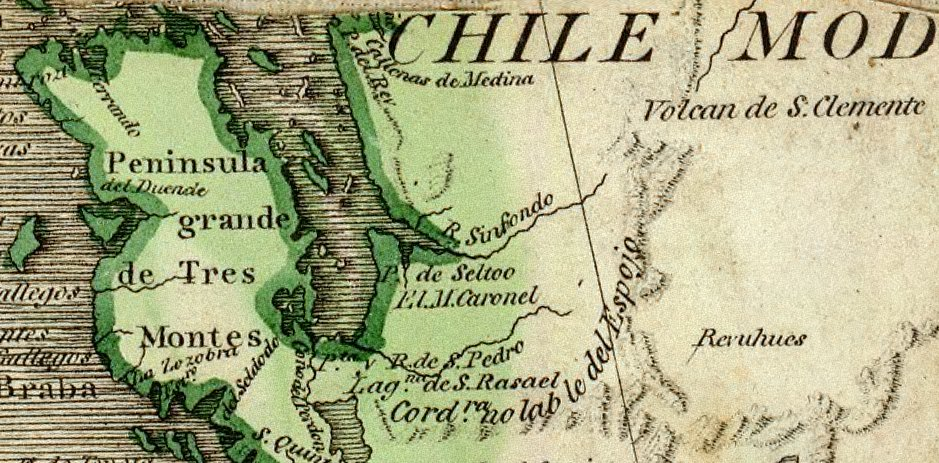
1775: De Río Aisén op de kaart van Zuid-Amerika van Juan de la Cruz Cano y Olmedilla genaamd Río Sinfondo (‚diepe stroom‘)

In 1763 geraakte de Jezuït Vicuña tijdens een missiereis tot aan de Aisén-fjord en voer met zijn kleine boot ook over de Río Aisén, voor zover deze bevaarbaar was. De bewoners van dit gebied waren de inmiddels uitgestorven Chonos, die in kleine groepen meest op de eilanden vlak voor de kust leefden. De Chonos noemden het gebied rond de rivier Aisén. Dichte bossen verhinderden dat Vicuña en zijn metgezellen verder het land op konden trekken.

### Periode van houtvellers en veehouders
Rond 1880 richtte houthandelaar Ciriaco Álvarez uit Chiloé in het gebied tussen Puerto Aisén en Puerto Chacabuco een overslagplaats voor hout in, met voorzieningen voor zijn arbeiders. Deze ondernemer met de bijnaam „Cypressenkoning“ gold als de eerste kolonist van Puerto Aisén.
In 1897 onderzocht de Duitse geograaf Hans Steffen in opdracht van de regering de bovenloop van de Río Aisén, omdat de grens tussen Chili en Argentinië langs de waterscheiding van de Andes zou komen te liggen. In 1901 werd op aandringen van de grenscommissie vanuit de Aisén-fjord een 75 km lange weg langs de Río Aisén landinwaarts aangelegd. In 1902 werd het grensverloop afgesproken. Daarna gaf de regering in het gebied tussen Puerto Montt en Punta Arenas tien 20-jarige concessies uit aan ondernemers met het doel de kolonisering in Zuid-Chili te bevorderen. De concessiehouder was verplicht een aantal kolonisten zich te laten huisvesten, een regelmatige scheepsverbinding met Puerto Montt te onderhouden en voor voorzieningen te zorgen.

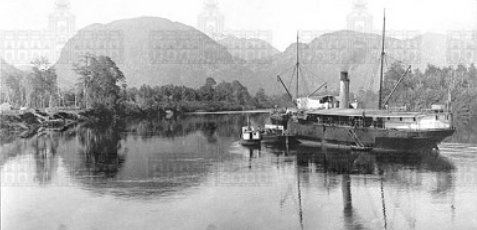
Stoomboot Lircay in de haven van Puerto Aisén, 1914

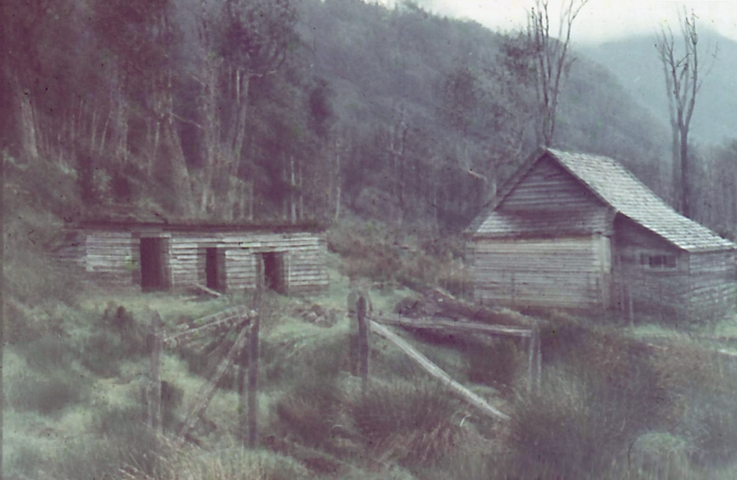
Verlaten huizen bij Puerto Aisén, aan de natuur teruggegeven, 1959/60

De concessiehouder voor het gebied bij Puerto Aisén was Luis Aguirre uit Punta Arenas, die al na enkele maanden zijn rechten aan de vennootschap Sociedad Industrial del Aysén verkocht. Aguirre had goede contacten met Mauricio Braun, een rijke ondernemer en veefokker uit Punta Arenas. Met zijn ondersteuning kon hij een goede start maken en op het 827.000 hectare grote concessiegebied meteen een haciënda met 1715 runderen en 50 paarden vestigen. Aguirre regelde in 1904 de werving van 500 mannen, de meeste uit Chiloé, en legde in drie jaar tijd de 80 km lange weg van Puerto Chacabuco naar Coihaique aan.

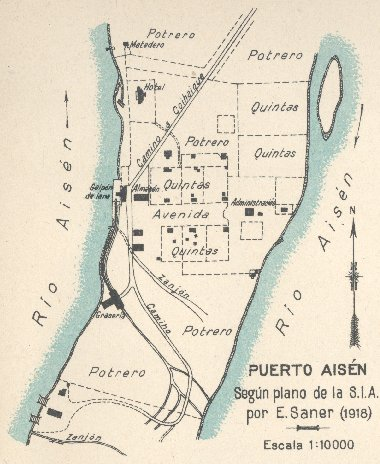
Puerto Aisén. Situatie rond 1918

In 1913 werd de grondslag gelegd voor Puerto Aisén door de bouw van een fabriek voor de verwerking van het vee van de Estancia. Puerto Aisén werd daarmee overslagplaats voor vee en daarmee samenhangende benodigdheden van en naar Coihaique, het centrum van de Estancia. De vennootschap maakte grote winsten en groeide sterk. De Eerste Wereldoorlog, met gestegen prijzen voor veeteeltproducten, droeg daaraan bij. Rond 1920 woonden in Puerto Aisén 158 mannen en 70 vrouwen.
Tot 1926 had de vennootschap zich aan de verplichting onttrokken om andere kolonisten toe te laten. Toen dit niet meer houdbaar was gaven ze aan 106 personen stukken grond bij Puerto Aisén. In plaats van hen van vee en materialen te voorzien, gaven ze ieder 700 Pesos als startkapitaal. Slechts 54 namen hun stuk grond daadwerkelijk in bezit, de anderen namen het geld in ontvangst en toonden verder geen interesse.

### Kolonisatie door de staat
Wegens de onwil en nalatigheid van de concessionairs organiseerde de Chileense staat vanaf 1928 zelf de kolonisatie. In januari 1928 werd het bestuurscentrum Puerto Aisén gesticht. De plaats bestond toen uit ongeveer 20 huizen, een winkel, een hotel en een haventje. In december 1928 kwam er een burgemeester met twee raadsleden. In 1930 waren er al 2050 bewoners, bijna 1/3 van alle inwoners van de regio Aisén.
In 1936 bestond de plaats uit 330 overwegend houten gelijkvloerse woningen, veelal met blik bekleed. De percelen hadden een grootte van rond de 1250 m² en een woonoppervlak van 80–90 m².